# Паятоунзу
Паятоунзу (бирм. ဘုရားသုံးဆူ — «Три пагоды») — город в мьянманском штате Карен с названием которого связано название перевала Трёх Пагод, через который проложена Тайско-Бирманская железная дорога.